# Tatjana Gsovsky

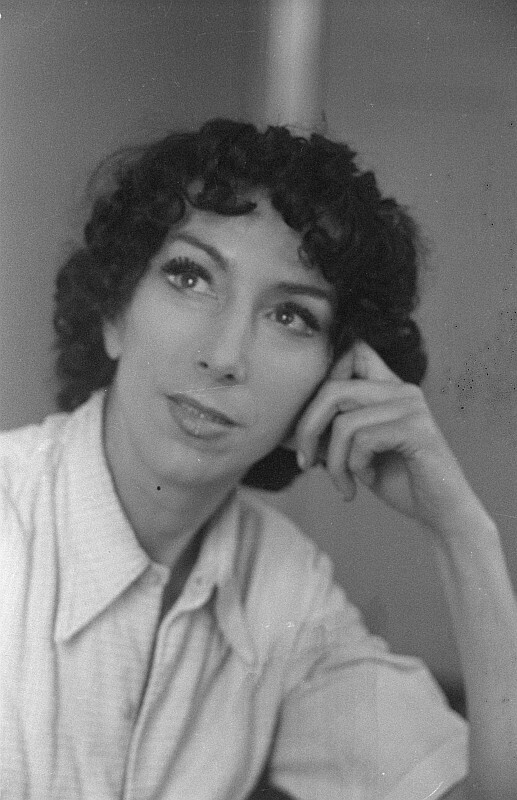
Tatjana Gsovsky (1946)

Tatjana Gsovsky (russisch Татьяна Васильевна Гзовская / Tatjana Wassiljewna Gsowskaja, geborene Issatschenko Исаченко; * 18. März 1901 in Moskau, Russisches Kaiserreich; † 29. September 1993 in Berlin) war eine russische Balletttänzerin, Choreografin und Ballettmeisterin.

## Leben

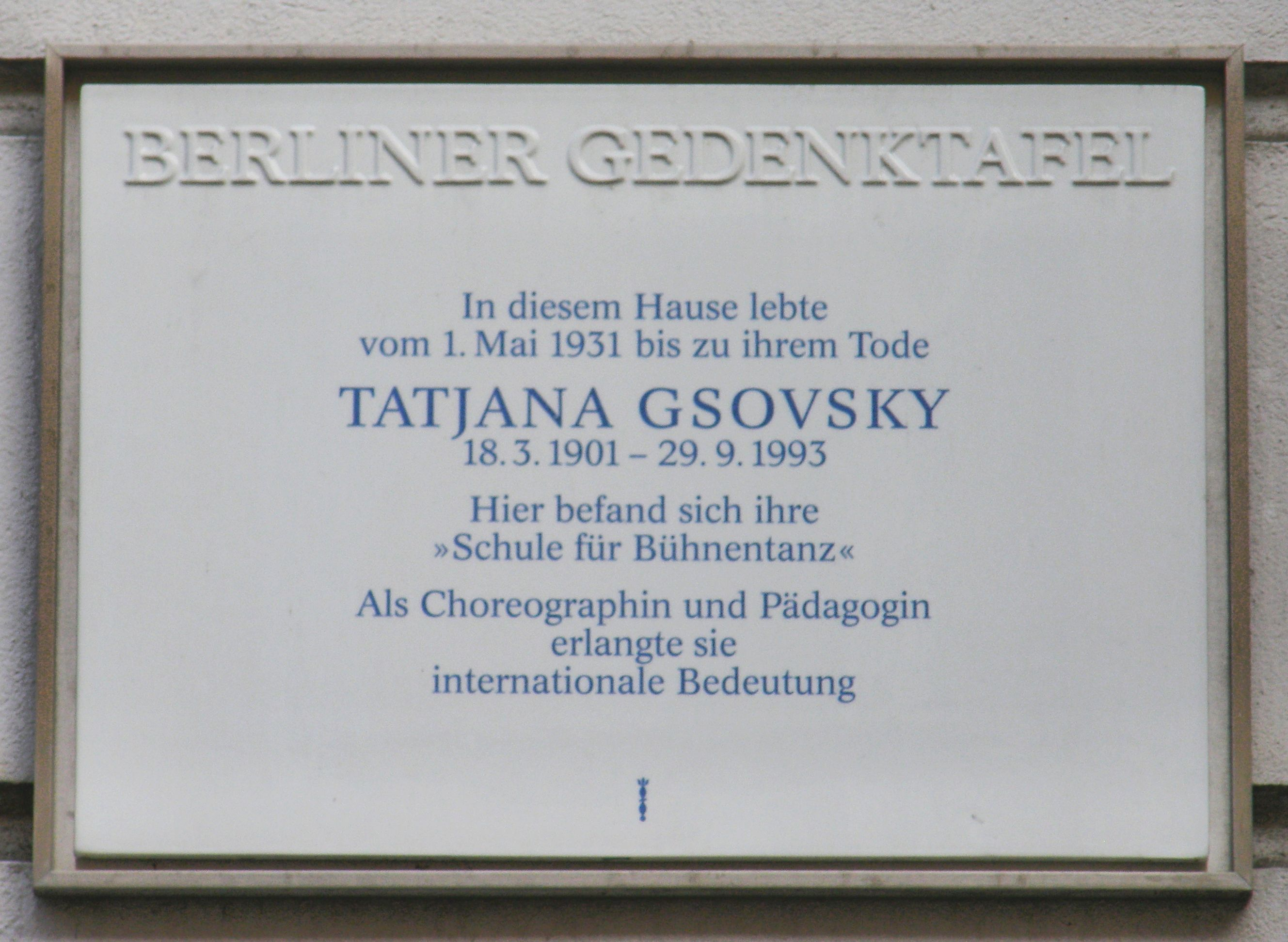
Erinnerungstafel am Ort der Ballettschule in der Berliner Fasanenstraße 68.

Tatjana Issatschenko studierte in Moskau zunächst Kunstgeschichte und Tanz im Studio ihrer Mutter Claudia Issatschenko und bei Isadora Duncan, später Ballett bei Laurent Nowikow, Matyatin, Kirsanowa, Olga Preobrajenska sowie Rhythmik in der Gartenstadt Hellerau bei Dresden.
In Krasnodar (Region Krasnodar, Südrussland) wurde sie nach der Oktoberrevolution zur Ballettmeisterin ernannt. Dort traf und heiratete sie ihren Kollegen, den Tänzer Victor Gsovsky. Beide emigrierten 1924 aus der Sowjetunion nach Berlin. Seit 1928 führte das Ehepaar in Berlin gemeinsam eine Ballettschule. 1937 zogen sie nach Paris und lebten dort bis 1945.
In den Nachkriegsjahren von 1945 bis 1951 war sie auch Ballettmeisterin an der Staatsoper Berlin, baute das Berliner Staatsballett neu auf und feierte große Erfolge. Anschließend war sie von 1952 bis 1953 als Ballettmeisterin am Teatro Colón in Buenos Aires (Argentinien) engagiert, von 1953 bis 1966 an der Deutschen Oper Berlin und von 1959 bis 1966 zugleich an der Oper in Frankfurt am Main.
Im September 1955 gründete Gsovsky die Tourneetruppe Berliner Ballett, ein modernes Tanztheater auf klassischer Grundlage, mit der sie in ganz Europa gastierte.
Tatjana Gsovsky definierte den klassischen Tanz neu. 20 Jahre lang dominierten ihre choreografischen Schöpfungen die deutsche Tanzszene. Sie schuf zahlreiche Choreografien, die in die Geschichte des Balletts eingegangen sind. Gsovskys Werke vereinten klassisches Ballett, Elemente des expressionistischen Tanzes und Erkenntnisse der Psychologie zu einer vorwärtsweisenden Synthese. Sie arbeitete für ihre Kreationen zusammen mit der Komponisten-Avantgarde ihrer Zeit – u. a. Luigi Nono, Hans Werner Henze, Boris Blacher, Max Baumann und Giselher Klebe.
Tatjana Gsovsky starb im September 1993 im Alter von 92 Jahren in Berlin. Ihr Grab befindet sich auf dem Waldfriedhof Zehlendorf (Feld 060-190). Auf Beschluss des Berliner Senats wurde Gsovskys letzte Ruhestätte 1995 als Ehrengrab des Landes Berlin gewidmet. Die Widmung wurde im November 2018 erneuert.

## Ehrungen

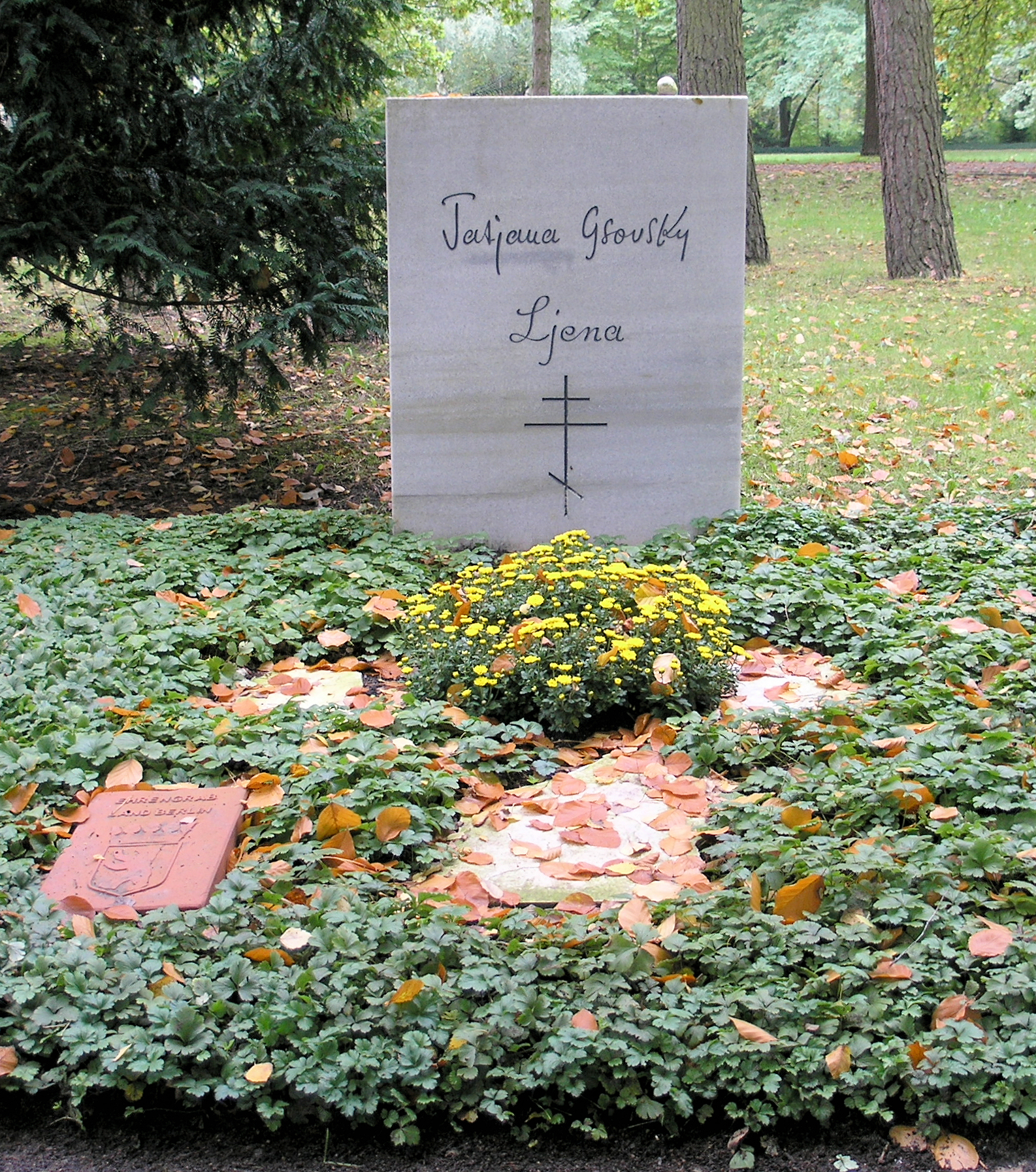
Ehrengrab, Waldfriedhof Zehlendorf

- Kunstpreis Berlin der Akademie der Künste (Berlin) („Berliner Kunstpreis – Jubiläumsstiftung 1848/1948“) der Sektion Darstellende Kunst (1954)
- Mitglied der Akademie der Künste (Berlin) (1955)
- Bundesverdienstkreuz 1. Klasse (1969)
- Honorarprofessur (20. Mai 1976)
- Deutscher Tanzpreis (1983)
- Ehrenmitglied (Ehrenpräsidentin) der Deutschen Akademie des Tanzes, Köln (1987)
- Verdienstorden des Landes Berlin (16. Dezember 1992)